# Sistema autonomo
Un sistema autonomo di rete (Autonomous System Network), in riferimento ai protocolli di routing, è un gruppo di router e reti sotto il controllo di una singola e ben definita autorità amministrativa.

## Descrizione
Un'autorità amministrativa si contraddistingue sia in base a elementi tecnici-informatici (specifiche policy di routing), sia per motivi amministrativi.
Esempio di sistema autonomo può essere quello che contraddistingue gli utenti di un unico provider oppure, più in piccolo, quello che costituisce la rete interna di un'azienda.
All'interno di un sistema autonomo i singoli router comunicano tra loro, per scambiarsi informazioni relative alla creazione delle tabelle di routing o tabelle di instradamento, attraverso un protocollo IGP (interior gateway protocol).
L'interscambio di informazioni tra router appartenenti a sistemi autonomi differenti avviene attraverso un protocollo BGP (Border Gateway Protocol) e punti di interscambio fisici tra i diversi sistemi (NAP).
Ogni AS che utilizza la rete pubblica deve essere registrato presso il rispettivo RIR: AfriNIC, APNIC, ARIN, LACNIC o RIPE. Ciascun AS è inoltre identificato da un numero univoco a 16 bit o 32 bit. In pratica, ad ogni AS viene assegnato un numero di indirizzi IP pubblici, che possono essere distribuiti.